# Femke De Grote
Femke De Grote (vroeger Femke Fierens) is een personage uit de Vlaamse soap Thuis. Femke wordt gespeeld door Vanya Wellens sinds 2002. 
Wellens begon als gastactrice in de rol van Femke, een weggelopen tiener uit een probleemgezin. Femke groeide uit tot een vaste waarde in Thuis, waar ze de Vierde Wereld vertegenwoordigt.
Femke groeide op in eerder armoedige omstandigheden met haar alleenstaande moeder Nancy. Ze kreeg te maken met tegenslagen en misstappen, woelige relaties, geldproblemen, drugs, ruzies met haar stiefvader Eddy, de dood van haar zoontje Lucas en de vechtscheiding met haar echtgenoot Peter na vijf jaar huwelijk.
Het personage Femke verdween van 2010 tot 14 januari 2011 even van het scherm vanwege Wellens' zwangerschap. Ook in het najaar van 2013 bleef ze even uit de serie tijdens een tweede zwangerschap. Wellens keerde na haar zwangerschap begin 2014 terug in de serie, waar haar personage Femke toen hoogzwanger was. De afleveringen met de geboortes van haar twee kinderen, Lucas in 2014 en Vic in 2017, behoorden tot 2018 tot de top 10 van meest bekeken afleveringen van Thuis.

## Fictieve autobiografie
In 2021 verscheen het boek Femke: mijn verhaal, vechten voor geluk bij uitgeverij Borgerhoff & Lamberigts, een fictieve autobiografie van Femke De Grote en het tweede deel in een reeks "autobiografieën" van personages uit de soap Thuis.